# Roman Ghirshman
Roman Ghirshman (Charkiv, 3 ottobre 1895 – Budapest, 5 settembre 1979) è stato un archeologo e iranista francese d'origine russo-ebraica.

## Biografia
Roman Ghirshman (traslitterazione di Hirschmann), si stabilì a Parigi nel 1917 (anno della rivoluzione del 1917) per studiare archeologia e lingue del mondo antico. Era interessato soprattutto alle rovine dell'antica Persia (attuale Iran) e particolarmente a Teppe Gian, Tepe Siyalk, Begram, in Afghanistan, Bishapur, Fars e Susa.
I suoi studi su Choqa zanbil occupano 4 volumi. Ha inoltre diretto delle équipes di archeologi a Iwan-i Karkheh e alle piattaforme partiche di Masjed-e Soleyman, vicino Izeh, in Khuzistan.
Con oltre trecento pubblicazioni e una ventina di libri, Ghirshman è uno degli studiosi specialisti maggiormente prolifici e tra i più stimati (se non addirittura il più stimato) degli esperti dell'antica Persia. Alcuni suoi lavori su Susa non sono stati ancora dati alle stampe, ma sono serviti ad altri archeologi (come Hermann Gasche) per i suoi studi in Iran che si sono susseguiti tra gli anni 1960 e 1970.

## Opere
- 1938, Fouilles de Sialk, près de Kashan, 1933, 1934, 1937, Librairie Orientaliste Paul Geuthner, Paris (in due volumi).
- 1946, Begrâm, recherches archéologiques et historiques sur les Kouchans, Le Caire, (Mémoires de la Délégation archéologique française en Afghanistan, vol. XII).
- 1948, Les Chionites-Hephtalites, Le Caire, 1948 (Mémoires de la Délégation archéologique française en Afghanistan, vol. XIII).
- 1951: L'Iran des origines à l'Islam, Payot, Paris.
- 1954: (EN)  Iran: from the earliest times to the Islamic conquest, Penguin Books, Harmondsworth, ristampe 1961 e 1978.
- 1970, Le Pazuzu et les fibules du Luristan, Impr. Catholique, Beyrouth.
- 1971, (EN)  Persia, the immortal kingdom (con V. F. Minorsky e R. Sanghvi), Greenwich, Connecticut, New York Graphic Society.
- 1976, L'Iran des origines à l'islam, nuova edizione rivista e aggiornata, Paris.
- 1977, L'Iran et la migration des Indo-Aryens et des Iraniens, Leyde.
- 1979, La Tombe princière de Ziwiyé et le début de l'art animalier scythe, Société iranienne pour la Conservation du Patrimoine, Paris.